# 東南条郡
- 令制国一覧 > 山陽道 > 美作国 > 東南条郡
- 日本 > 中国地方 > 岡山県 > 東南条郡

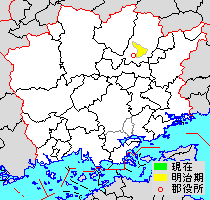
岡山県東南条郡の位置

東南条郡（とうなんじょうぐん）は、1900年まで岡山県（美作国）にあった郡。

## 郡域
1878年（明治11年）に行政区画として発足した当時の郡域は、津山市の一部（吉井川・加茂川・宮川より内側かつ野村、高野本郷、高野山西、勝部、籾保、紫保井、大田、東一宮、山方以南）にあたる。

## 歴史
中世に苫東郡（第1次）が東南条郡・東北条郡に分割されて発足。寛文元年（1661年）から元禄11年（1698年）までは苫東郡（第2次）を称した。

### 近世以降の沿革
- 明治初年時点では全域が美作津山藩領であった。「旧高旧領取調帳」に記載されている明治初年時点での村は以下の通り。（1町22村）

津山（一部）、里方下組、里方上組、山方東組、山方西組、沼村、太田村、勝部村、志戸部村、紫保井村、籾山村、高野山西村、高野山東村、野村、高野本郷村、本郷北村、本郷西村、押入村下分、押入村上分、河崎村、野介代村、林田村、太田村
- 明治4年
  - 7月14日（1871年8月29日） - 廃藩置県により津山県の管轄となる。
  - 11月15日（1871年12月26日） - 第1次府県統合により北条県の管轄となる。
- 明治5年（1872年）（1町13村）
  - 里方下組・里方上組・山方東組・山方西組が合併して東一宮村となる。
  - 紫保井村・籾山村が合併して籾保村となる。
  - 押入村下分・押入村上分が合併して押入村となる。
  - 高野山東村が高野山西村に、本郷北村・本郷西村が高野本郷村に、太田村が野介代村にそれぞれ合併。
- 明治9年（1876年）4月18日 - 第2次府県統合により岡山県の管轄となる。
- 明治11年（1878年）9月29日 - 郡区町村編制法の岡山県での施行により、行政区画としての東南条郡が発足。「東南条西北条郡役所」が西北条郡津山町山下に設置され、同郡とともに管轄。
- 明治19年（1886年） - 東一宮村の一部（山方東組・山方西組）が分立して東一宮山方村となる。（1町14村）
- 明治22年（1889年）6月1日 - 町村制の施行により、以下の各村が発足。全域が現・津山市。（1町4村）
  - 津山東町 ← 津山［一部[12]］
  - 林田村 ← 林田村、河崎村、野介代村
  - 高野村 ← 押入村、高野山西村、高野本郷村、野村
  - 東苫田村 ← 志戸部村、勝部村、籾保村、沼村、太田村
  - 東一宮村 ← 東一宮村、東一宮山方村
- 明治27年（1894年） - 「東南条西北条郡役所」が「西西条郡外三郡役所」となり、西北条郡に加えて西西条郡・東北条郡とともに管轄。
- 明治33年（1900年）4月1日
  - 郡制の施行により、「西西条郡外三郡役所」の管轄区域をもって苫田郡が発足。同日東南条郡廃止。
  - 津山東町が苫田郡津山町に編入。

## 行政
歴代郡長
| 代 | 氏名 | 就任年月日                | 退任年月日                | 備考 |
| -- | ---- | ------------------------- | ------------------------- | ---- |
| 1  |      | 明治11年（1878年）9月29日 |                           |      |
|    |      |                           | 明治27年（1894年）3月31日 | 廃官 |

西西条郡外三郡長
| 代 | 氏名 | 就任年月日               | 退任年月日                | 備考                                                   |
| -- | ---- | ------------------------ | ------------------------- | ------------------------------------------------------ |
| 1  |      | 明治27年（1894年）4月1日 |                           |                                                        |
|    |      |                          | 明治33年（1900年）3月31日 | 西北条郡・西西条郡・東北条郡との合併により東南条郡廃止 |